# Markthalle (Auxonne)

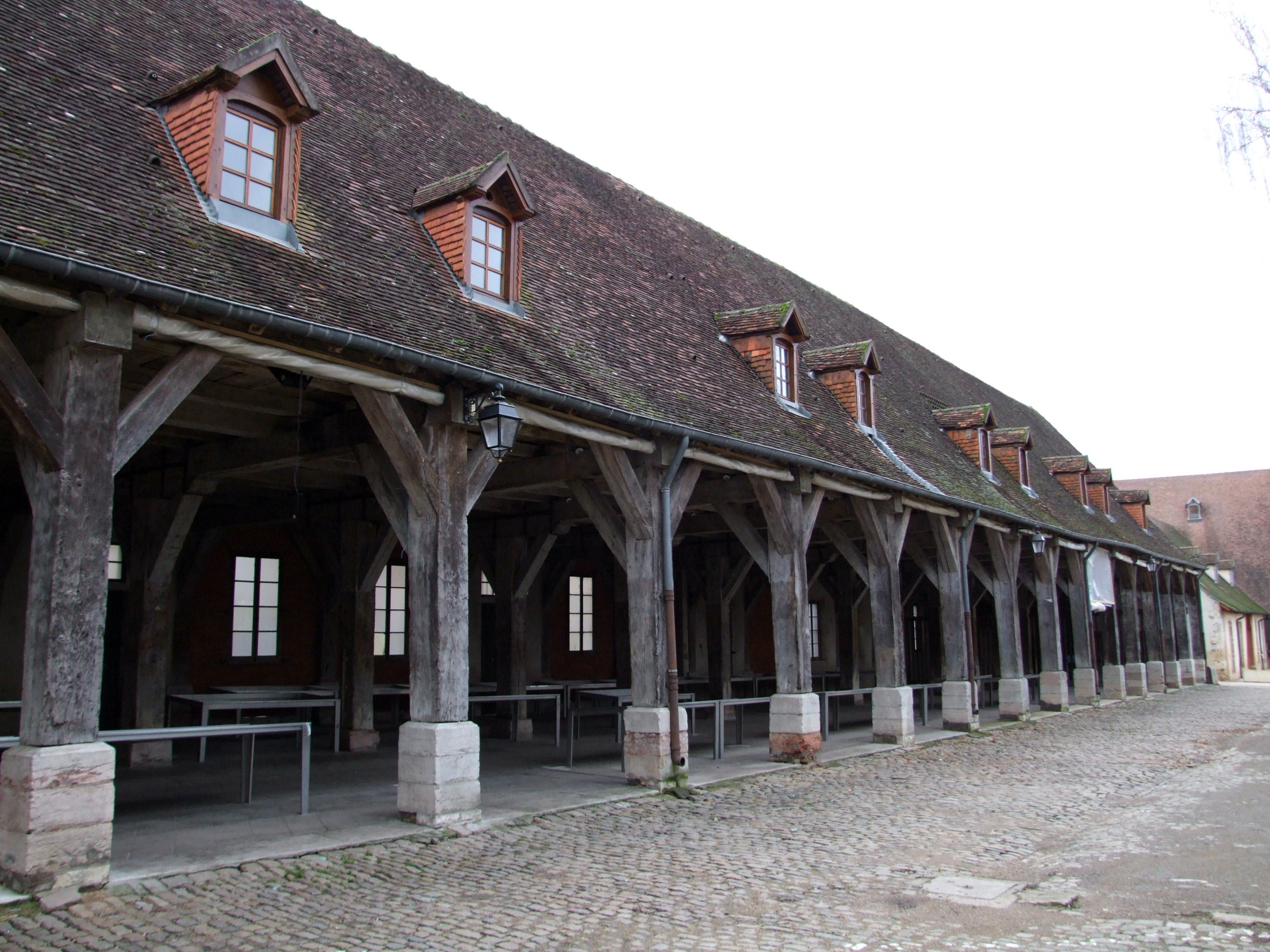
Markthalle in Auxonne

Die Markthalle in Auxonne, einer französischen Gemeinde im Département Côte-d’Or in der Region Bourgogne-Franche-Comté, wurde als Teil des Arsenals im 17. Jahrhundert errichtet. Im Jahr 1925 wurde die Markthalle als Monument historique in die Liste der Baudenkmäler in Frankreich aufgenommen.
Die an einer Längsseite offene Markthalle wird von einem Satteldach gedeckt. Sie wird seit einigen Jahren als Versammlungsraum genutzt.   